# Boris Ivtjenko
Borys Ivtjenko född 29 januari 1941, död 28 juni 1990 var en ukrainsk regissör och skådespelare. 

## Regi i urval
- 1983 - Raptovyj Vykud
- 1982 - Zor'jane Vidriadzhennia
- 1974 - Maryna
- 1972 - Propala gramota
- 1971 - Olesia

## Filmografi
- 1961 - Dmytro Gorytsvit